# Farliga drömmar
Farliga drömmar är en kriminalroman av Maria Lang (pseudonym för Dagmar Lange), utgiven första gången 1958 på bokförlaget Norstedts. Romanen har översatts till danska, norska, franska och finska.
Farliga drömmar filmatiserades 2013 i regi av Molly Hartleb, se Farliga drömmar (film).

## Handling
Förlagssekreteraren Malin Skog skickas ut till den västmanländska landsbygden för att bistå den krävande och lynnige författaren Andreas Hallman på dennes avlägset belägna familjegods. På godset befinner sig även författarens familj, och det visar sig snart att någon i sällskapet önskar livet ur Hallman. Men vem, och varför?

## Karaktärer
- Andreas Hallman
- Björg, hans fru
- Jon, hans ena son
- Ylva, hans dotter
- Kåre, hans andra son
- Cecilia, hans svärdotter
- Gregor Isander, familjens läkare och intime vän
- Malin Skog, tillfällig privatsekreterare och familjemedlem
- Lars "Petrus" Turesson, förtroendeingivande främling på kafé
- Christer Wijk